# 莫内斯特里奥
莫内斯特里奥，是西班牙埃斯特雷马杜拉巴达霍斯省的一个市镇。总面积322平方公里，总人口4369人（2001年），人口密度14人/平方公里。